# Vektor R4
R4 — автомат, разработанный в конце 1970-х годов южноафриканской компанией Vektor (подразделением военно-промышленного концерна DENEL) на основе израильского автомата Galil.
Производство автоматов освоила «Преториа армз фактори».

## Описание

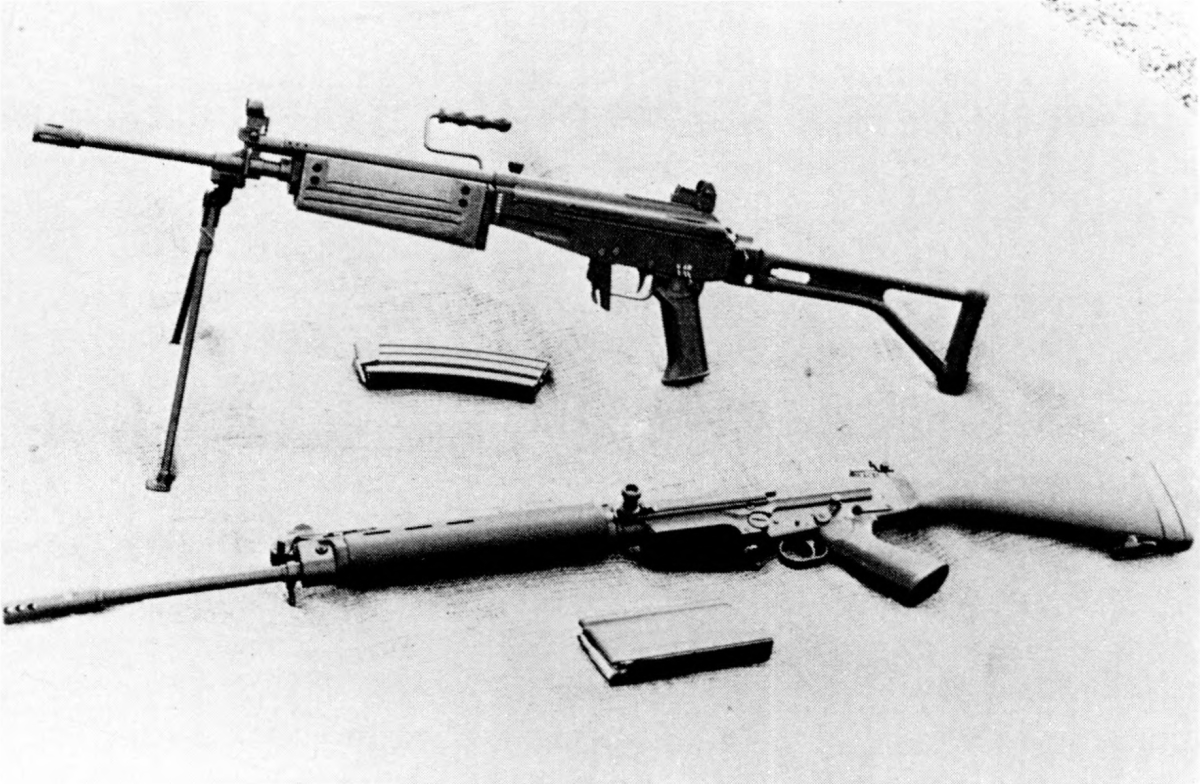
ранняя модель автомата (1980)

Основные узлы R4 повторяют конструкцию автомата Калашникова (на основе которого был создан Valmet Rk 62, послуживший прототипом Galil). Ствол снабжён специальным пламегасителем, предусматривающим возможность отстрела винтовочных гранат. УСМ позволяет вести огонь одиночными и непрерывными очередями. Предохранитель-переводчик режимов расположен с правой стороны ствольной коробки и продублирован небольшим рычажком слева на пистолетной рукоятке. Размеры приклада, пистолетной рукоятки и цевья были увеличены в связи с более крупным телосложением южноафриканцев относительно израильтян. Складывающийся влево приклад выполнен из полимера. 
Автомат снабжён складывающейся двуногой сошкой.

## Варианты
- R5 — разработанный в 1980-х годах вариант с укороченным стволом и цевьём. Не имеет сошек и возможности метания гранат со ствола.
- R6 — разработанная в 1990-х годах сверхкомпактная версия автомата, предназначенная для использования десантниками и экипажами боевых машин.
- LM4, LM5, LM6 — самозарядные варианты R4, R5 и R6 соответственно для гражданского рынка.

## Страны-эксплуатанты
- Гаити

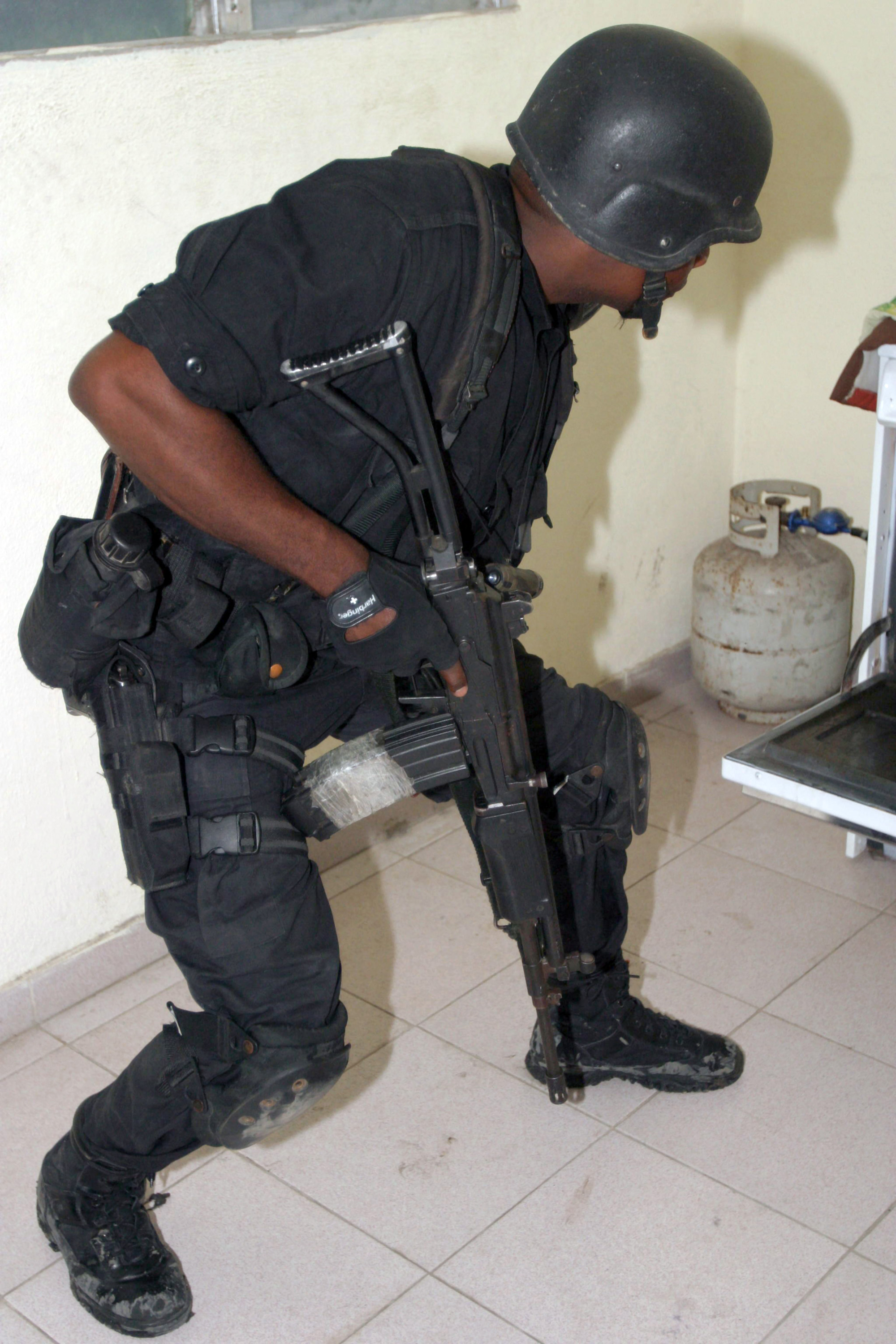
сотрудник полицейского спецназа Гаити с автоматом R5 (14 апреля 2004)

- ЮАР — первые автоматы R4 начали поступать в войска весной 1980 года[3] для замены в войсках 7,62-мм автоматических винтовок R-1, R-2 и R-3[1]